# Sœurs de la Divine Providence de Saint-Jean-de-Bassel
Les Sœurs de la Divine Providence de Saint-Jean-de-Bassel (en latin Congregatio Divinae Providentiae) forment une congrégation religieuse féminine enseignante et hospitalière de droit pontifical. 

## Histoire
La congrégation est fondée le 14 janvier 1762 à Saint-Hubert par le Père Jean-Martin Moyë (1730-1793) avec l'aide de Marguerite Lecomte pour l'éducation des filles dans les zones rurales de France. Dispersée à la Révolution, la congrégation est rétablie en deux branches : une branche de langue française qui devient les Sœurs de la Providence de Portieux et une branche de langue allemande par l'abbé Decker qui ouvre en 1827un noviciat à Saint-Jean-de-Bassel dans un bâtiment qui appartenait à l'ordre de Saint-Jean de Jérusalem. Le 11 décembre 1838, Charles de Forbin-Janson, évêque de Nancy, reconnaît cette fondation comme congrégation autonome qui est approuvée civilement par le président Louis Napoléon Bonaparte le 12 mars 1852.
En 1866, à la demande de Claude-Marie Dubuis, évêque de Galveston, les sœurs de Saint-Jean-de-Bassel envoient des religieuses au Texas qui forment une congrégation autonome en 1886 en prenant le nom de Sœurs de la Divine Providence de San Antonio.
L'institut reçoit le décret de louange le 31 janvier 1931 et ses constitutions sont définitivement approuvées par le Saint-Siège le 11 janvier 1943. 

## Fusion
- 1966 : Les Sœurs de la Miséricorde[4]fondées en 1860 à Beaulieu-sur-Dordogne par Marie Guittard (1818-1872) pour le soin des malades à domicile et comme garde malades. En 1861, Pierre Berteaud, alors évêque de Tulle, les autorise à prendre l’habit religieux[7]. Pendant la Seconde Guerre mondiale, elles participent au réseau d'entraide aux Juifs et à d'autres fugitifs[8], en lien avec l'abbé Jean-Joseph Alvitre du réseau Alliance[9].

## Activités et diffusion
Les sœurs se dédient à l'enseignement et aux soins des malades. 
Elles sont présentes en:
- Europe : Belgique, France.
- Amérique : États-Unis, Équateur.
- Afrique : Madagascar, Côte d’Ivoire.

La maison-mère est à Fénétrange.
En 2017, la congrégation comptait 466 sœurs dans 90 maisons.